# Їхали в трамваї Ільф і Петров
«Їхали в трамваї Ільф і Петров» (рос. «Ехали в трамвае Ильф и Петров») — російський радянський художній фільм 1972 року за мотивами оповідань і фейлетонів Іллі Ільфа і  Євгена Петрова.

## Сюжет
Сатирична комедія про Москву і москвичів 20—30-х років XX століття, знята на основі фейлетонів, оповідань і записників знаменитих письменників-гумористів Іллі Ільфа і Євгена Петрова, а також кінохроніки столиці.

## У ролях
- Євген Леонов — Віталій Капітулов
- Ігор Ясулович — Вася, скульптор / скульптор Ганс в німому фільмі
- Ольга Гобзєва — Женя, друкарка
- Лев Дуров — перехожий/Гусєв-Лебедєв
- Валерій Носик — Кипятков, відвідувач кафе
- Михайло Глузський — Брикін, рахівник
- Ролан Биков — Іван Самойлович Федоренко
- Ніна Алісова — Василиса Олександрівна, секретар в редакції
- Лідія Смирнова — дресирувальниця і художній керівник цирку
- Володимир Басов — пасажир трамвая / начальник відділу
- Ігор Безяєв — кондуктор
- Зіновій Гердт — капітан Мазуччо, дресирувальник
- В'ячеслав Гостінський — шпрехшталмейстер
- Микола Граббе — головний редактор газети
- Володимир Грамматиков — Усишкін, член комісії в цирку
- Світлана Данильченко — дівчина в береті
- Микола Досталь — член комісії в цирку
- Марія Кремньова — по службі Капітулова
- Яків Ленц — відвідувач кафе
- Віктор Маркін — співробітник газети
- Євген Моргунов — грабіжник
- Рудольф Рудін — відвідувач кафе
- Іван Рижов — головний редактор газети «За рибну ловлю»
- Інокентій Смоктуновський — пасажир трамваю
- Світлана Старикова — пасажирка трамваю
- Віктор Титов — співробітник редакції
- Аркадій Цінман — директор цирку
- Ніна Агапова — Віра, дружина Капітулова
- Гера Воронков — скрипаль
- Наталія Кугель — дівчина в редакції
- Еммануїл Геллер — пасажир трамваю
- Мікаела Дроздовська — медсестра
- Григорій Шпігель — співробітник редакції

Не вказані в титрах:
- Олена Вольська — пасажирка трамваю
- Віктор Уральський — матрос-челюскінець
- Євген Гуров — бухгалтер
- Данута Столярська — співробітниця редакції
- Микола Горлов — пасажир трамваю
- Микита Богословський — музикант
- Дмитро Орловський — епізод на вшануванні челюскінців
- Юрій Заєв — доктор
- Олег Табаков — голос за кадром

## Знімальна група
- Автор сценарію —  Віктор Титов
- Режисер —  Віктор Титов
- Оператор — Георгій Рерберг
- Композитор — Микита Богословський
- Художники —  Віктор Петров,  Юрій Фоменко
- Музичний редактор —  Міна Бланк